# プログラミングコンテスト
プログラミングコンテストとは、コンピュータプログラミングの能力や技術を競い合うコンテストである。

## 種類
以下に示す5種類がある。

### アルゴリズム、コンピュータサイエンス、数学に関係する問題を解く早さを競うもの
競技プログラミングと呼ばれることがある。Google Code JamやACM国際大学対抗プログラミングコンテストや国際情報オリンピックなどがある。

### ソフトウェアやネットワークのセキュリティ上の問題点を見つけることを競うもの
ハッキング技術を競うキャプチャー・ザ・フラッグやバグ探しコンテストやバグ・バウンダリィ(en:Bug bounty program)などがある。

### 人工知能(AI)を作って競うもの
課題に従ったゲームAIなどの人工知能を作って競いあう。
- 世界コンピュータ将棋選手権
- コンピュータ囲碁棋戦
- トップチェスエンジン選手権
- 世界コンピュータチェス選手権
- World Computer Chess Championship

### 作品の評価を競うもの
プログラムコンテストとも呼ばれる。作品のテーマが掲示されるコンテストや自由な作品を応募するコンテストなどがある。
- IOCCC - 難解なC言語
- U-22プログラミング・コンテスト(旧U-20プログラミングコンテスト)
- 全国高等専門学校プログラミングコンテスト
- 全国高等学校パソコンコンクール(パソコン甲子園)
- PALROコンテスト
- マイクロソフト イマジンカップ
- TopCoder Development部門 Design部門
- AtCoder
- HSPプログラムコンテスト
- 全商プログラミングコンテスト[2]
- Space Apps Challenge
- ふりーむ！ゲームコンテスト
- e-ZUKAスマートフォンアプリコンテスト
- KANAZAWAオープンデータアプリコンテスト
- アスキーエンタテインメントソフトウェアコンテスト
- 会津若松市オープンデータコンテスト
- アーバンデータチャレンジ
- LODチャレンジ